# Claire Castel
Claire Castel   (Bordeus, 15 de gener de 1985) és una actriu pornogràfica i model de fotografia eròtica francesa retirada el 2019 després de rodar més de 60 pel·lícules.

## Biografia
Castel va entrar a la indústria pornogràfica el 2010, als 24 anys, gràcies a la productora de Marc Dorcel, amb qui va signar un contracte d'exclusivitat. No es considera una actriu porno, sinó «una llibertina i una exhibicionista», car per a ella «la pornografia no és una feina», sinó que li permet «realitzar les seves fantasies» i tenir plaer.
El 2013 i el 2014 va aconseguir dues nominacions als Premis AVN i XBIZ a l'artista femenina estrangera de l'any. El 2014, a més, va obtenir una nominació als AVN a la millor escena de sexe en producció estrangera per la pel·lícula francesa Claire Castel: the Chambermaid.